# Zbigniew Jankowski (poeta)
Zbigniew Jankowski, ps. Hipolit, Szczepan Gniewski; ur. 26 grudnia 1931 w Bydgoszczy, zm. 6 lipca 2024 w Sopocie) – polski poeta.

## Życiorys
Urodził się w rodzinie Franciszka, pracownika PKP, uczestnika wojny polsko-bolszewickiej, i Stanisławy z domu Stachowiak. Po II wojnie światowej z rodzicami zamieszkał w Sypniewie, a dwa lata później przeprowadzili się do Piły. W 1951 roku zdał egzamin dojrzałości w Państwowym Liceum Pedagogicznym w Rogoźnie. Po maturze został zatrudniony jako nauczyciel języka polskiego i wychowania fizycznego w Szkole Podstawowej nr 2 w Pile. W 1957 roku ukończył studia polonistyczne w Wyższej Szkole Pedagogicznej w Katowicach.
Jako poeta debiutował w roku 1956. Zamieszkując w latach 1956–1965 w Rybniku, zorganizował tam Klub Literacki „Kontakty”, którego był pierwszym prezesem. W latach 1965–1971 mieszkał w Kołobrzegu, gdzie pracował w przedsiębiorstwie połowowym „Barka” i był twórcą grupy poetycko-plastycznej „Reda”. Następnie przebywał we Wrocławiu (1971–1975), gdzie był organizatorem i prezesem Dolnośląskiego Oddziału Stowarzyszenia Marynistów Polskich. Od 1975 roku mieszkał w Sopocie. W latach 1979–2000 był aktywnie związany z Duszpasterstwem Akademickim, a potem z Duszpasterstwem Środowisk Twórczych w Gdańsku. W latach 80. był animatorem Akademickiego Kręgu Literackiego powstałego przy bazylice św. Mikołaja w Gdańsku, po wprowadzeniu stanu wojennego przekształconego w Krąg Literacki „Wiązania”. Z jego inicjatywy, w 1993 roku powstał Sopocki Klub Pisarzy i Przyjaciół Książki „Brodwino”. W latach 1993–2001 razem z żoną prowadził i współredagował na łamach sopockiego czasopisma „Topos” prezentacje poetyckie pt. „Goście Teresy Ferenc i Zbigniewa Jankowskiego”. W latach 1992–1996 współorganizował w Gdańsku „Święto Biblii”. Odbywał bałtyckie rejsy rybackie, a także morskie rejsy oceaniczne. Członek PEN Clubu, członek założyciel Stowarzyszenia Pisarzy Polskich. Trzykrotnie nominowany do Nagrody Poetyckiej Orfeusz. 
Utwory Zbigniewa Jankowskiego były tłumaczone m.in. na języki: niemiecki, rosyjski, szwedzki, grecki, francuski, angielski, czeski, serbski.
8 września 1956 roku poślubił poetkę Teresę Ferenc. Z tego związku przyszły na świat dwie córki: Aneta, znana jako poetka Anna Janko i Milena, również poetka, znana jako Milena Wieczorek.
Zmarł 6 lipca 2024 roku, pochowany 12 lipca 2024 na cmentarzu komunalnym w Sopocie (sektor E5-1-4).

## Poezja
- Dotyk popiołu. Miniatury liryczne (1959)
- Wejście w las (1964)
- Rozmowa z ogniem (1965)
- Żar. Poemat (1966)
- Ciążenie morza (1970)
- Wysokie łowisko (1972)
- I gdyby wszystkie żagle (1973)
- Psałterz bałtycki. Wiersze wybrane i nowe (1974)
- Wiązanie trawy (1976)
- Ostrzeżenie przed lądem (1977)
- Żywioł wszelki. Wiersze wybrane i nowe (1978)
- Kto żyje (1980)[12]
- Zanurzenie. Modlitwy poetyckie (1980,1981)
- Żegluga. Poemat (1983)[13]
- Według Jonasza (1983)[14]
- Poezje wybrane (1985)[15]
- Falochrony (1987)[16]
- Pełne morze. Wybór wierszy (1987)[17]
- Spokojnie, wodo (1991)
- Cztery twarze domu. Antologia rodzinna (1991) – wspólnie z Teresą Ferenc, Anną Janko i Mileną Wieczorek[18]
- Port macierzysty (1995)[19]
- Morze przybywa z daleka. Modlitwy i inne wiersze (1997)[20]
- Powiedz, Rabbi (1999)[21]
- Słowo ostatnie i wciąż pierwsze. Wiersze wybrane i nowe (2000)[22]
- Wielkie tło. Wiersze nowe 1999-2001 (2001)[23]
- Ciernie wody (2003)[24]
- Odpływ. Sztuka ubywania (2005)[25]
- Przypływ. Jednanie (2009)
- Biały delfin. Nowy wybór wierszy (2009)[26]
- Zaraz przyjdzie (2011)[27]
- Biała przędza (2014)[28]
- Wolne miejsce (2016)[29]

## Nagrody i wyróżnienia
- Gdańska Książka Roku 1978 - honorowa nagroda za tom Żywioł wszelki. Wiersze wybrane i nowe (1979)
- Nagroda Prezydenta Miasta Gdańska w Dziedzinie Kultury z okazji jubileuszu 45-lecia pracy twórczej oraz z okazji 70. urodzin (2001)[30]
- nominacja do Nagrody Poetyckiej Orfeusz za tom Zaraz przyjdzie (2012)[31]
- finał Nagrody Poetyckiej Orfeusz za tom Biała przędza (2015)[32]
- Srebrny Medal „Zasłużony Kulturze Gloria Artis” (2016)[33][34]
- nominacja do Nagrody Poetyckiej Orfeusz za tom Wolne miejsce (2017)[35]
- nagroda dwudziestolecia „Czerwonej Róży” (Koga Gdańska)
- Nagroda im. Mikołaja Sępa Szarzyńskiego
- Nagroda im. św. Brata Alberta
- Nagroda im. Włodzimierza Pietrzaka
- Nagroda im. Klemensa Janickiego
- nagroda marynistyczna im. Marcina Borzymowskiego (dwukrotnie)
- nagroda Wydawnictwa Glob „Złoty Delfin” w Szczecinie
- Złota Lampka Górnicza - nagroda XXV Rybnickich Dni Literatury
- Nagroda Media Książce za najlepszą książkę kwartału Powiedz, Rabbi
- nagroda literacka Gdańskiego Towarzystwa Przyjaciół Sztuki
- Medal Sint Sua Praemia Laudi
- Medal 25-lecia Solidarności

Źródło:.